# عبدالحمید آقارحیمی
عبدالحمید آقارحیمی شهربابکی فرزند عباس در سال ۱۳۲۶ در شهرستان شهربابک استان کرمان به دنیا آمد. وی فارغ‌التحصیل مقطع کارشناسی در رشته‌ی فقه و مبانی حقوق اسلامی از دانشگاه فردوسی مشهد و هم‌چنین دارای درجه‌ی کارشناسی ارشد در رشته‌ی مدیریت دولتی می‌باشد.

آقارحیمی پس از انقلاب ۱۳۵۷ به نمایندگی از شهرستان شهربابک در دوره‌ی اوّل مجلس شورای اسلامی با کسب ۱۱٫۱۰۷ رای برابر با ۶۰٫۷۰ درصد آراء انتخاب شد.

از دیگر مسئولیت‌های او می‌توان به عضویت در اولین دوره‌ی شورای شهر شهربابک، مشاور وزیر کشاورزی و مدیرکل دفتر بازرسی وزارت کشاورزی به مدت ۳ سال، مشاور و مدیرکل امور مجلس ریاست جمهوری به مدت ۳ سال، قائم مقام معاونت حقوقی و امور مجلس وزارت بازرگانی به مدت ۳ سال، مدیرکل حقوقی و امور مجلس بنیاد شهید به مدت ۷ سال، سرپرست دفتر قوانین و امور مجلس بازرسی کل کشور، معاونت حقوقی و امور مجلس و مدیرکل دفتر ویژه‌ی دولت در مجلس شورای اسلامی به مدت ۵ سال اشاره کرد.